# Nikki Palikat
Nikki Palikat, född 1 november 1985 i Berrien Springs i USA, är en malaysisk sångerska. Hon blev känd år 2004 då hon kom på sjätte plats i den första säsongen av Malaysian Idol, Malaysias version av Idols. Efter Idol släppte hon sitt debutalbum Maharani den 28 november 2005. Den 28 december 2008 släppte hon sitt andra album Hawa.

## Diskografi
- 2005 – Maharani
- 2008 – Hawa